# Palacio de Carlos V
El palacio de Carlos V es una construcción renacentista situada en la colina de la Alhambra de la ciudad española de Granada, en Andalucía. Desde 1958, es sede del Museo de Bellas Artes de Granada y, desde 1994, también es sede del Museo de la Alhambra.

## Historia
La iniciativa para la construcción del palacio partió del emperador Carlos V a partir de su boda con Isabel de Portugal, celebrada en Sevilla en 1526. Tras el enlace, la pareja residió varios meses en la Alhambra, quedando profundamente impresionado por los Palacios nazaríes, dejando encargada la construcción del nuevo palacio con la intención de establecer su residencia en la Alhambra granadina.
Ya los Reyes Católicos habían habilitado salas después de 1492, pero la intención de Carlos era la de dotarse de una residencia estable a la medida de un emperador. El proyecto fue asignado a Pedro Machuca. En una España en la que el estilo imperante era el plateresco, y que no se había despegado totalmente del gótico, Machuca construyó un palacio que corresponde estilísticamente al manierismo, estilo que estaba dando sus primeros pasos en Italia. Aún aceptando las versiones que sitúan a Machuca en los talleres de Miguel Ángel, cuando comienzan las obras del Palacio en 1527 este no había realizado todavía lo más representativo de su producción arquitectónica.
El edificio se levantó en el corazón de la Alhambra musulmana, en un extremo del patio de los Arrayanes y para su construcción fue preciso derribar un pabellón opuesto a la torre de Comares. Este hecho, que ha sido objeto de crítica y polémica, hay que entenderlo en el contexto de su época: el Palacio de Carlos I no significó tanto la destrucción de parte de la Alhambra como la garantía de supervivencia del resto. En unos tiempos en que lo más habitual era la destrucción total de palacios y templos de los pueblos sometidos, la sensibilidad de los reyes cristianos ante la belleza incontestable de la Alhambra supuso la necesidad de disfrutarla desde dentro y, por ende, de conservarla.[cita requerida]
El dominio del lenguaje clásico que demuestra Machuca llega a subvertirlo conscientemente: esto nada tiene que ver con otras obras españolas de la época, en su mayoría fundamentadas en concepciones locales. Su influencia fue muy limitada, por incomprendida: quedarían muchos años hasta que Juan Bautista de Toledo y Juan de Herrera llegaran a las altas cotas de clasicismo del monasterio de El Escorial.

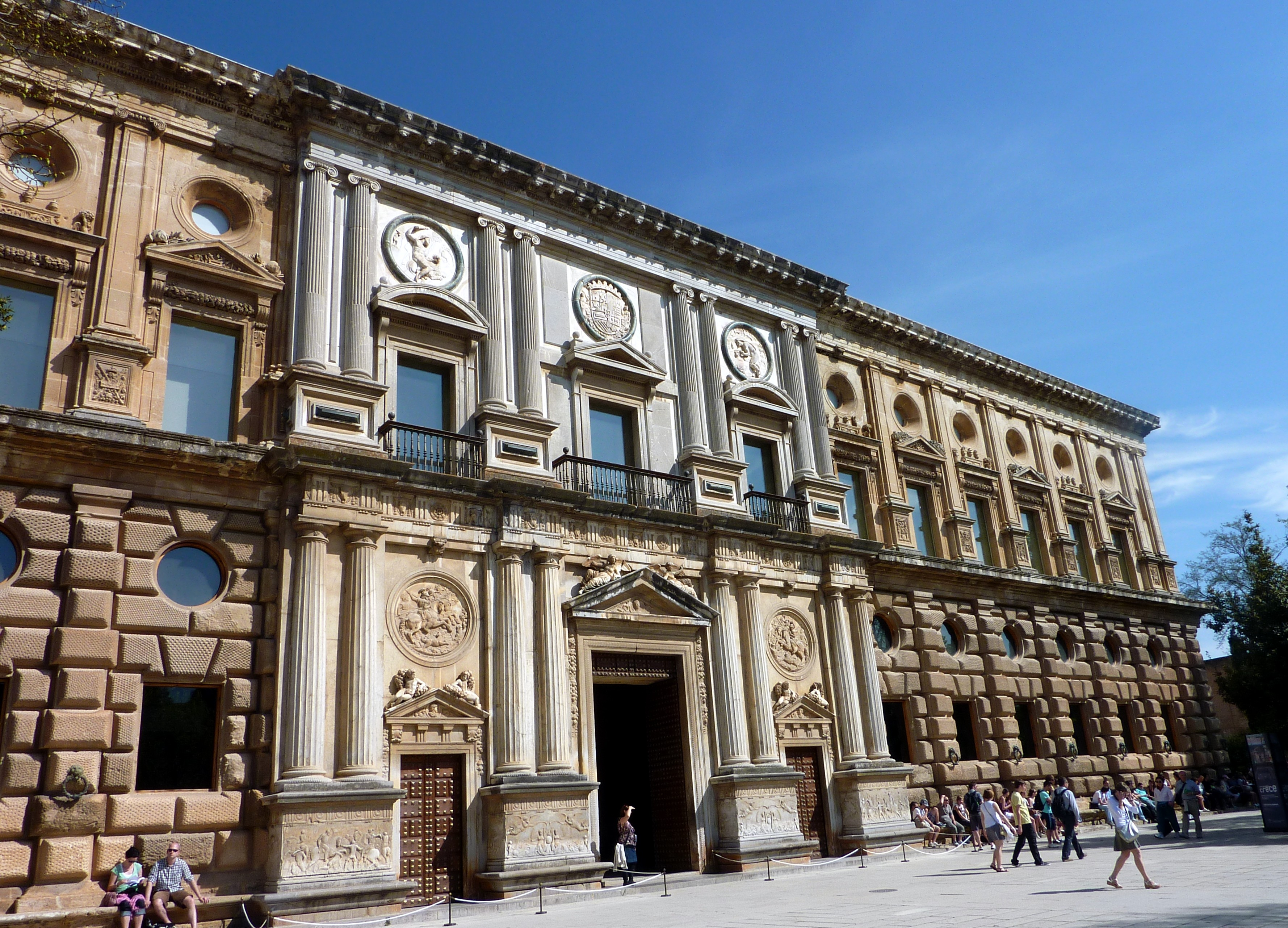
Fachada oeste

Desde 1572, con la rebelión morisca de las Alpujarras, se ralentizaron las obras que quedaron interrumpidas definitivamente en 1637, con los muros y bóvedas concluidos, a falta de cubrir aguas.
Durante la guerra de la Independencia, el ejército francés convirtió el palacio en almacén de artillería, esa misma función se mantuvo cuando las tropas españolas se hicieron con el edificio, que guardaba en  su interior gran cantidad de pólvora, balas y carbón piedra. La permanencia de los explosivos suponía un grave peligro para el palacio y para toda la Alhambra. Casi veinte años después de la guerra, el viajero y escritor inglés Samuel Edward Cook escribiría hacia 1828: "El  Palacio de Carlos V, aún se usa como polvorín; se encuentra sin pararrayos y la sola chispa de un rayo podría destruir los restos de  este interesante edificio y probablemente toda la Alhambra". En 1832, se evacuó por fin el palacio. El estado de la construcción entonces, según relataba el gobernador, era lastimoso y consideraba un milagro que no se hubiera desplomado.

### Terminación de las obras
Las obras se terminaron a partir de 1980
. Desde 1958, el palacio es sede del Museo de Bellas Artes de Granada, que cuenta con piezas singulares como un famoso bodegón de Juan Sánchez Cotán y varios ejemplos de Alonso Cano y esculturas policromadas, de autores como Jacopo Florentino (Jacopo Torni) y Pedro de Mena. La decisión de trasladar aquí el viejo museo, fundado en 1839, se adoptó en 1941 aunque ya se había acordado en 1914. Tras unas obras de reforma, en enero de 2008 se reabrió el museo. Desde 1994, también es sede del Museo de la Alhambra.

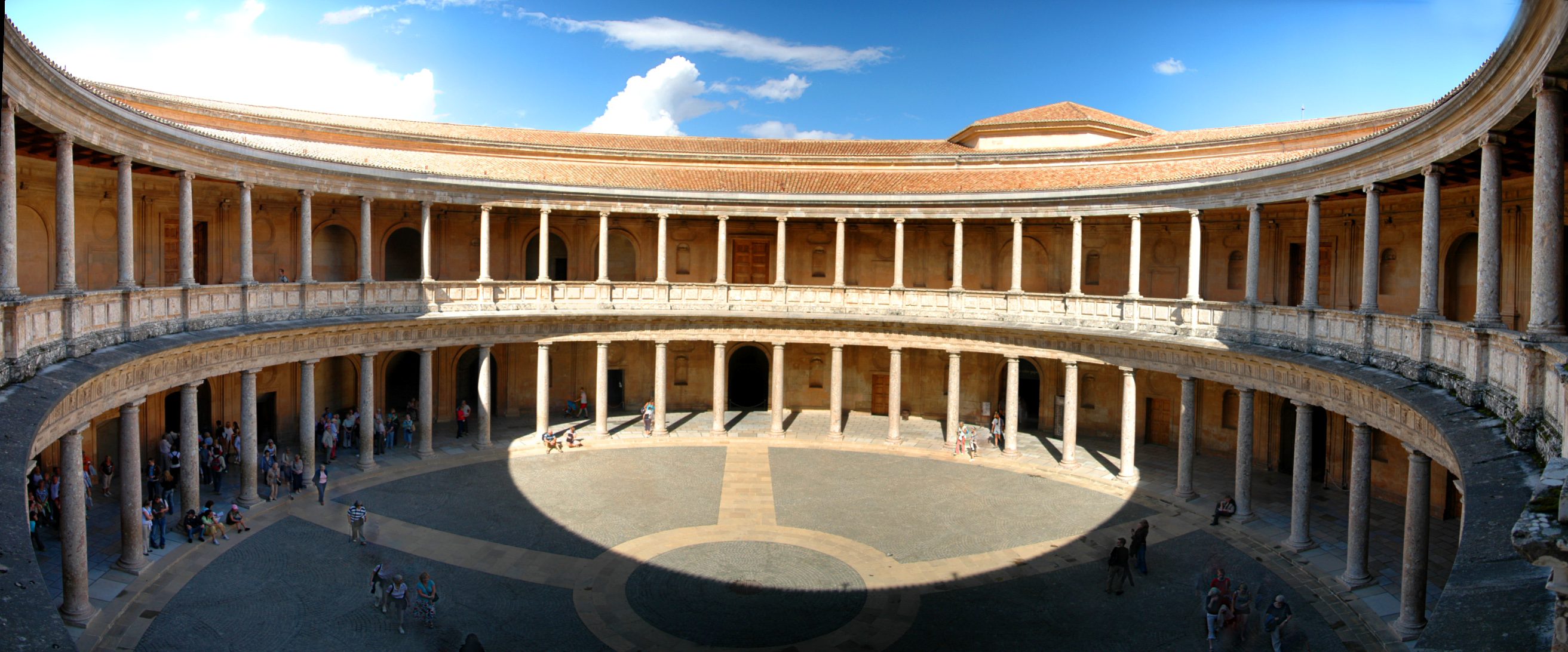
Panorámica del patio interior

## Descripción

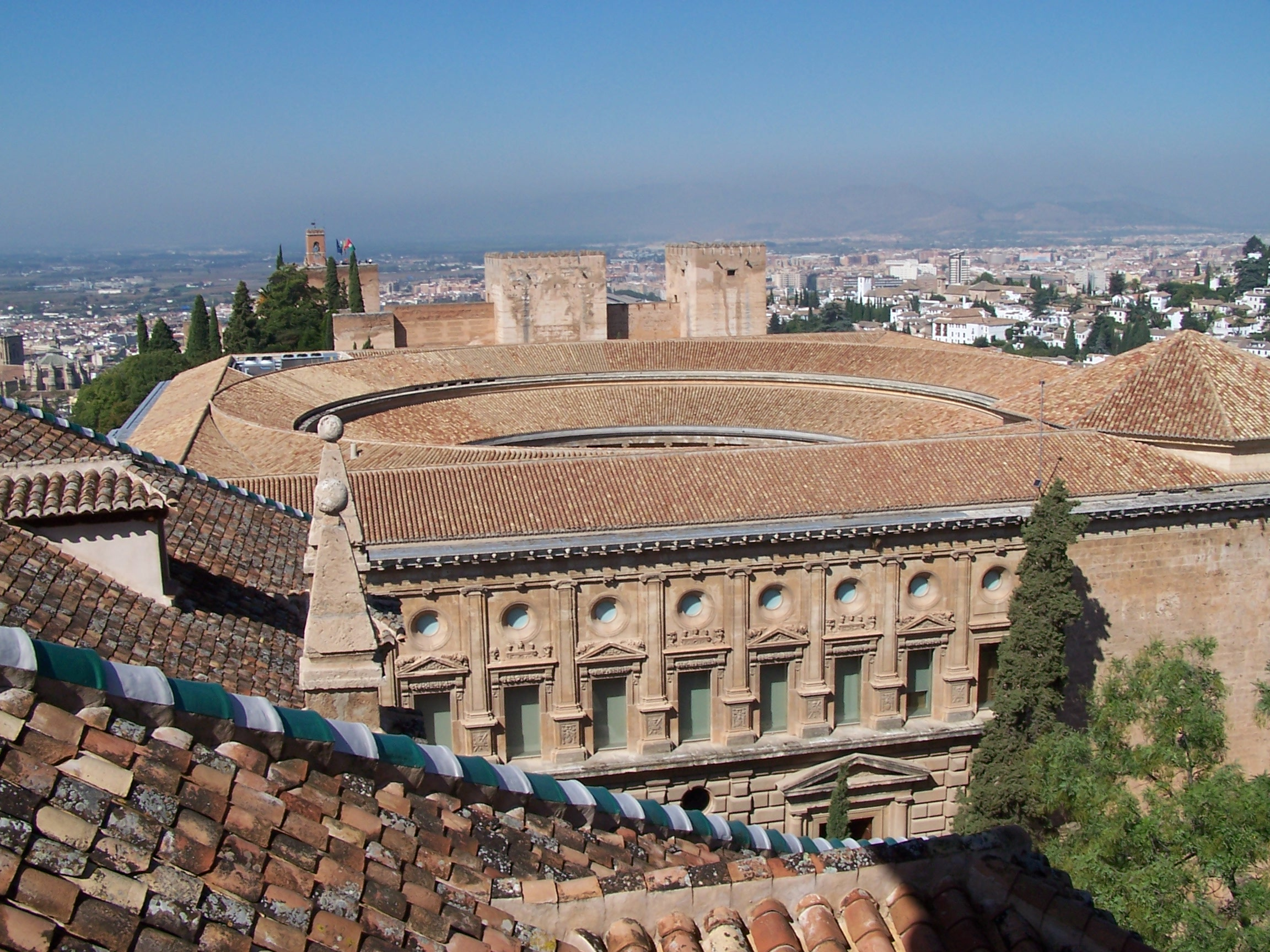
Vista de la cubierta y parte de la fachada

La planta del palacio la conforma un cuadrado de 63 metros de lado con un patio circular inscrito en su interior. Esta disposición, principal rasgo manierista del palacio, no tiene precedentes en la arquitectura del Renacimiento, y sitúa la construcción en lo que se considera la vanguardia artística del momento. El edificio consta de dos niveles: el bajo es de orden toscano completamente almohadillado, en cuyas pilastras se insertan grandes anillas de bronce decoradas.
El piso superior es de orden jónico y sus pilastras alternadas con vanos adintelados provistos de frontón. Las dos fachadas principales ostentan sendas portadas de piedra de Sierra Elvira. El patio circular también muestra dos pisos. El inferior está presidido por una columnata dórica de piedra pudinga con un entablamento muy ortodoxo, formado por triglifos y metopas con motivos de guirnaldas y bucráneos.
El piso superior lo forma una columnata jónica, más ligera, con entablamento liso. Esta estructura general del patio muestra un claro conocimiento de la arquitectura imperial romana, y se encuadraría en el más puro Renacimiento de no ser por su disposición curva, que provoca en el espectador desconcierto cuando se penetra por sus fachadas principales, y supedita los espacios interiores y escaleras a la idea generatriz. Más tarde, Miguel Ángel y Palladio construirán edificios con soluciones análogas, bajo la etiqueta de manierismo.